# Valuation p-adique
En théorie des nombres, la valuation p-adique ou l'ordre p-adique d'un entier non nul n est l'exposant de la puissance la plus élevée du nombre premier p qui divise n : cet exposant est noté {\displaystyle \nu _{p}(n)}. De manière équivalente, {\displaystyle \nu _{p}(n)} est l'exposant auquel {\displaystyle p} apparaît dans la décomposition en facteurs premiers de {\displaystyle n}. On prolonge cette notation aux rationnels non nuls en posant {\displaystyle \nu _{p}\left({\frac {m}{n}}\right)=\nu _{p}(m)-\nu _{p}(n)}.
La valuation p-adique est une valuation, analogue de la valeur absolue habituelle. Alors que l'extension des nombres rationnels par rapport à la valeur absolue aboutit aux nombres réels {\displaystyle \mathbb {R} }, leur extension par rapport à la valuation  {\displaystyle p}-adique aboutit au corps des nombres p-adiques {\displaystyle \mathbb {Q} _{p}}.

Distribution des entiers naturels par leur valuation 2-adique, étiquetés avec les puissances correspondantes de deux. Zéro a une valuation infinie.

## Définition et propriétés
Soit p un nombre premier.

### Entiers
La valuation p-adique (des entiers) est définie comme étant l'application
{\displaystyle \nu _{p}:{\begin{matrix}\mathbb {Z} \longrightarrow \mathbb {N} \cup \{\infty \}\\\quad \quad \quad \quad \quad \quad \quad \quad \quad \quad \quad n\longmapsto {\begin{cases}\max(\{k\in \mathbb {N} \mid \,p^{k}\mid n\}),&{\text{si }}n\neq 0\\\infty &{\text{si }}n=0\end{cases}}\end{matrix}}}
{\displaystyle \mathbb {N} } désignant l'ensemble des entiers naturels et {\displaystyle m\mid n} signifiant  m divise n .
Par exemple, pour {\displaystyle -12}, dont la valeur absolue est égale à{\displaystyle |{-12}|=12=2^{2}\cdot 3^{1}\cdot 5^{0}}, on a  {\displaystyle \nu _{2}(-12)=2}, {\displaystyle \nu _{3}(-12)=1}, et {\displaystyle \nu _{5}(-12)=0}.
La notation {\displaystyle p^{k}\parallel n} est parfois utilisée pour signifier que {\displaystyle k=\nu _{p}(n)}.
Si {\displaystyle n} est un entier positif, alors
{\displaystyle \nu _{p}(n)\leqslant \log _{p}n}
car par définition : {\displaystyle n\geqslant p^{\nu _{p}(n)}}.

### Nombres rationnels
La valuation p-adique peut être étendue aux nombres rationnels, par :
{\displaystyle \nu _{p}:{\begin{matrix}\mathbb {Q} \longrightarrow \mathbb {Z} \cup \{\infty \}\\{\frac {r}{s}}\longmapsto \nu _{p}(r)-\nu _{p}(s)\end{matrix}}}.
Par exemple, {\displaystyle \nu _{2}{\bigl (}{\tfrac {9}{8}}{\bigr )}=-3} et {\displaystyle \nu _{3}{\bigl (}{\tfrac {9}{8}}{\bigr )}=2}, car {\displaystyle {\tfrac {9}{8}}=2^{-3}\cdot 3^{2}}.
On a en particulier:
{\displaystyle \nu _{p}(r\cdot s)=\nu _{p}(r)+\nu _{p}(s)}
{\displaystyle \nu _{p}(r+s)\geq \min {\bigl \{}\nu _{p}(r),\nu _{p}(s){\bigr \}}}
De plus, si {\displaystyle \nu _{p}(r)\neq \nu _{p}(s)}, alors
{\displaystyle \nu _{p}(r+s)=\min {\bigl \{}\nu _{p}(r),\nu _{p}(s){\bigr \}}}

## Valeur absoluep-adique
La valeur absolue p-adique sur {\displaystyle \mathbb {Q} } est la fonction définie par
{\displaystyle |x|_{p}={\begin{cases}0&{\text{si }}x=0\\p^{-v_{p}(x)}&{\text{si }}x\neq 0.\end{cases}}}

Par exemple, {\displaystyle |{-12}|_{2}=2^{-2}={\tfrac {1}{4}}} et {\displaystyle {\bigl |}{\tfrac {9}{8}}{\bigr |}_{2}=2^{-(-3)}=8.}
La valeur absolue p-adique est :
| non-négative     | {\displaystyle \|r\|_{p}\geq 0}                                            |
| définie positive | {\displaystyle \|r\|_{p}=0\iff r=0}                                        |
| multiplicative   | {\displaystyle \|rs\|_{p}=\|r\|_{p}\|s\|_{p}}                              |
| ultramétrique    | {\displaystyle \|r+s\|_{p}\leqslant \max \left(\|r\|_{p},\|s\|_{p}\right)} |

Comme elle est  multiplicative ({\displaystyle |rs|_{p}=|r|_{p}|s|_{p}} ) on a  {\displaystyle |1|_{p}=1=|-1|_{p}} et donc on a  aussi  {\displaystyle |{-r}|_{p}=|r|_{p}.} L'inégalité triangulaire {\displaystyle |r+s|_{p}\leqslant |r|_{p}+|s|_{p}} (sous-additivité) découle de l'inégalité ultramétrique {\displaystyle |r+s|_{p}\leq \max \left(|r|_{p},|s|_{p}\right)}.
Le choix de la base p dans l'exponentiation {\displaystyle p^{-\nu _{p}(r)}} n'affecte pas la plupart des propriétés, et permet d'avoir la formule du produit :
{\displaystyle \prod _{0,p}|r|_{p}=1}
où le produit prend en compte tous les nombres premiers p et la valeur absolue habituelle, notée {\displaystyle |r|_{0}}. Cela découle simplement de la décomposition en facteurs premiers. 
{\displaystyle \mathbb {Q} } peut être muni d'une structure d'espace métrique par la distance (ultramétrique et invariante par translation)
{\displaystyle d\colon {\begin{matrix}&\mathbb {Q} \times \mathbb {Q} \to \mathbb {R} _{\geq 0}\\&(r,s)\longmapsto d(r,s)=|r-s|_{p}\end{matrix}}}
La complétion de  {\displaystyle \mathbb {Q} } pour cette distance conduit au corps {\displaystyle \mathbb {Q} _{p}} des nombres p-adiques.